# Kangaskhan
Kangaskhan és una de les espècies que apareixen a la franquícia Pokémon. És de tipus normal. El nom "Kangaskhan" és una combinació de la paraula kangaroo i el nom del famós governant de l'Imperi Mongol, Genguis Kan.
A diferència dels cangurs reals, Kangaskhan no bota, encara que té bosses on pot portar als seus infants. Els infants no deixen la bossa fins que tenen tres anys. Kangaskhan és un Pokémon de gènere únicament femení. Lluita per protegir els seus cadells, no importa com de ferida acabe durant la batalla. És objecte d'una llegenda urbana que diu que els Cubone són cries de Kangaskhan.
Kangaskhan és un dels Pokémon que va obteniruna megaevolució, aquesta megaevolució no obté cap altre tipus, quedant-se amb el tipus normal del Kangaskhan. Quan gràcies a la Kangaskhanita aquest personatge evoluciona ix el seu infant de la bossa per a així poder golpejar entre els dos al seu oponent. A més té la forma variocolor que tenen tots els Pokémon, en aquest cas la pell se li torna més blanquinosa, en el cap tant seu com el del seu cadell de color verd.